# 古德里奇 (明尼蘇達州)
古德里奇（英語：Goodridge）是一個位於美國明尼蘇達州彭寧頓縣的城市。

## 歷史
古德里奇得名自附近同名的山嶺，其郵局自1915年營運至今。

## 人口
根據2020年美國人口普查的數據，古德里奇的面積為0.49平方千米，皆為陸地。當地共有人口112人，而人口密度為每平方千米229人。